# Hodgsonrapport
Een belangrijk dossier voor de in 1882 opgerichte Society for Psychical Research (SPR) was het Hodgsonrapport van 1884. Het rapport handelde over de authenticiteit van de zogenaamde Mahatmabrieven. In die periode claimden prominente leden van de Theosophical Society brieven te ontvangen van Mahatma's, een groep wijzen uit Tibet bij wie Helena Petrovna Blavatsky, oprichtster van de Society, zeven jaar zou hebben gestudeerd. Het tweede punt van het rapport betrof een onderzoek naar het wel of niet manipuleren en in scène zetten van occulte fenomenen.
Een echtpaar Coulomb was sinds 1882 belast met huishoudelijke taken in de woning van Blavatsky in Adyar, waar het het hoofdkantoor van de Society was gevestigd. Het echtpaar werd in 1884 wegens vermeend wangedrag ontslagen. Hierna beschuldigde het echtpaar Blavatsky van het manipuleren en in scène zetten van occulte fenomenen. Blavatsky had annex aan haar woning een ruimte gebouwd, die zij The Occult Room noemde. In die ruimte was een schrijn gewijd aan de Mahatma's, waar zich frequent de Mahatmabrieven materialiseerden. Vanuit de ruimte zou Blavatsky ook andere vormen van teleportatie gemanipuleerd hebben. Daarnaast verspreidde het echtpaar een aantal van de Mahatmabrieven naar de pers met de beschuldiging dat die door Blavatsky zelf geschreven zouden zijn.
Hierop werd de Society for Psychical Research gevraagd een onderzoek in te stellen. In december 1884 werd een ‘voorbereidend en voorlopig Rapport’ uitgebracht. Richard Hodgson kreeg een opdracht tot een vervolgonderzoek. Hogdson was een onderzoeker van paranormale verschijnselen. Het Hodgsonrapport kwam tot drie conclusies. De eerste was dat Blavatsky de occulte fenomenen inderdaad gemanipuleerd had. De tweede was, dat de Mahatma's feitelijk niet bestonden. De derde was dat Blavatsky de brieven ook zelf geschreven had.
Hodgson schreef een rapport onder de titel: Verslag van mijn eigen onderzoek in India, en bespreking van het auteurschap van de ‘Koot Hoomi’ brieven. Een groot gedeelte van de 200 gedrukte bladzijden richt zich op de bewering dat Blavatsky de zogenaamde Mahatma Brieven heeft 'vervalst'.
Om de aantijgingen te weerleggen werden er onmiddellijk verdedigingen opgesteld door William Quan Judge, Alfred Percy Sinnett, Annie Besant en anderen. In de loop van de jaren daarna werd Blavatsky in boeken verdedigd, zoals in:
- The Real H.P. Blavatsky, A Study in Theosophy, and a Memoir of a Great Soul, 1928, William Kingsland.
- Defence of Madame Blavatsky, Deel II, ‘The Coulomb Pamphlet,’ 1937, Beatrice Hastings.
- Madame H.P. Blavatsky: Her Occult Phenomena and The Society for Psychical Research, 1951, K.F. Vania.
- Obituary: The ‘Hodgson Report’ on Madame Blavatsky, 1885-1960; Re-examination: Discredits the Major Charges Against H.P. Blavatsky, 1963, Adlai E. Waterman (pseudoniem van Walter Carrithers jr.).

## Het rapport van Vernon Harrison
In 1985 startte Vernon Harrison, een Amerikaanse handschriftkundige en professioneel onderzoeker van betwiste documenten, een onderzoek van het Hodgsonrapport. Het onderzoek van Harrison handelde alleen over de kwestie of Blavatsky de Mahatamabrieven zelf geschreven zou hebben. De essentie van het eerste rapport van Vernon Harrison was dat het Hodgsonrapport op dat onderdeel ernstige methodologische tekortkomingen had en dat die beschuldiging aan Blavatsky op basis van dat Hodgsonrapport niet inhoudelijk onderbouwd kon worden. Een beperking voor het onderzoek van Harrison was het feit dat de door het echtpaar verspreidde brieven al geruime tijd spoorloos verdwenen waren en alle betrokkenen en getuigen uit de periode overleden.
Het tweede deel van het rapport betrof een onderzoek naar de nog wel aanwezige Mahatmabrieven. Het materiaal hiervoor waren 1.323 dia's van ruim 100 Mahatmabrieven. Harrison constateerde op basis van vooral handschriftvergelijking dat het handschrift van Blavatsky bij haar volle bewustzijn in bijvoorbeeld brieven aan vrienden, kennissen, etc. te veel afweek van het handschrift in de Mahatmabrieven. Harrison zag in zijn rapport af van een finaal oordeel wie de Mahatmabrieven geschreven heeft. In het rapport vermeldde hij echter meerdere malen de mogelijkheid dat Blavatsky de brieven geschreven zou hebben tijdens haar vele perioden dat zij in een trance verkeerde. Die these, variaties daarop maar ook meer complexe vormen van dissociatieve identiteitsstoornis worden ook door meerdere hedendaagse biografen genoemd.
Het rapport van Harrison liet andere conclusies van het Hodgsonrapport, zoals het niet bestaan van de Mahatma’s, het volstrekt fictief zijn van personages als Morya en Koot Homi en het manipuleren en in scène zetten van occulte fenomenen ongemoeid.